# هارتفيغ فيشر
هارتفيغ فيشر (بالألمانية: Hartwig Fischer)‏ هو مؤرخ الفن ألماني، ولد في 1962 في هامبورغ في ألمانيا.

## وصلات خارجية
- هارتفيغ فيشر على موقع مونزينجر (الألمانية)